# جوی پیج
جوی پیج (انگلیسی: Joy Cerrette Paige؛ ۹ نوامبر ۱۹۲۴ – ۱۸ آوریل ۲۰۰۸) یک هنرپیشه اهل ایالات متحده آمریکا بود. وی بین سال‌های ۱۹۴۲ تا ۱۹۵۹ میلادی فعالیت می‌کرد.

## فیلمشناسی
- کازابلانکا (۱۹۴۲)